# Rubanka, Kozeatîn
Rubanka (în ucraineană Рубанка) este un sat în comuna Florianivka din raionul Kozeatîn, regiunea Vinnița, Ucraina.

## Demografie
Componența lingvistică a localității Rubanka
     Ucraineană (99,29%)
     Alte limbi (0,71%)
Conform recensământului din 2001, majoritatea populației localității Rubanka era vorbitoare de ucraineană (99,29%), existând în minoritate și vorbitori de alte limbi.